# Vahnivka, Lîpoveț
Vahnivka (în ucraineană Вахнівка) este localitatea de reședință a comunei Vahnivka din raionul Lîpoveț, regiunea Vinnița, Ucraina. Are 1,828 locuitori, preponderent ucraineni.

## Demografie
Componența lingvistică a localității Vahnivka
     Ucraineană (99,29%)
     Alte limbi (0,66%)
Conform recensământului din 2001, majoritatea populației localității Vahnivka era vorbitoare de ucraineană (99,29%), existând în minoritate și vorbitori de alte limbi.